# Fabricación de la fibra óptica

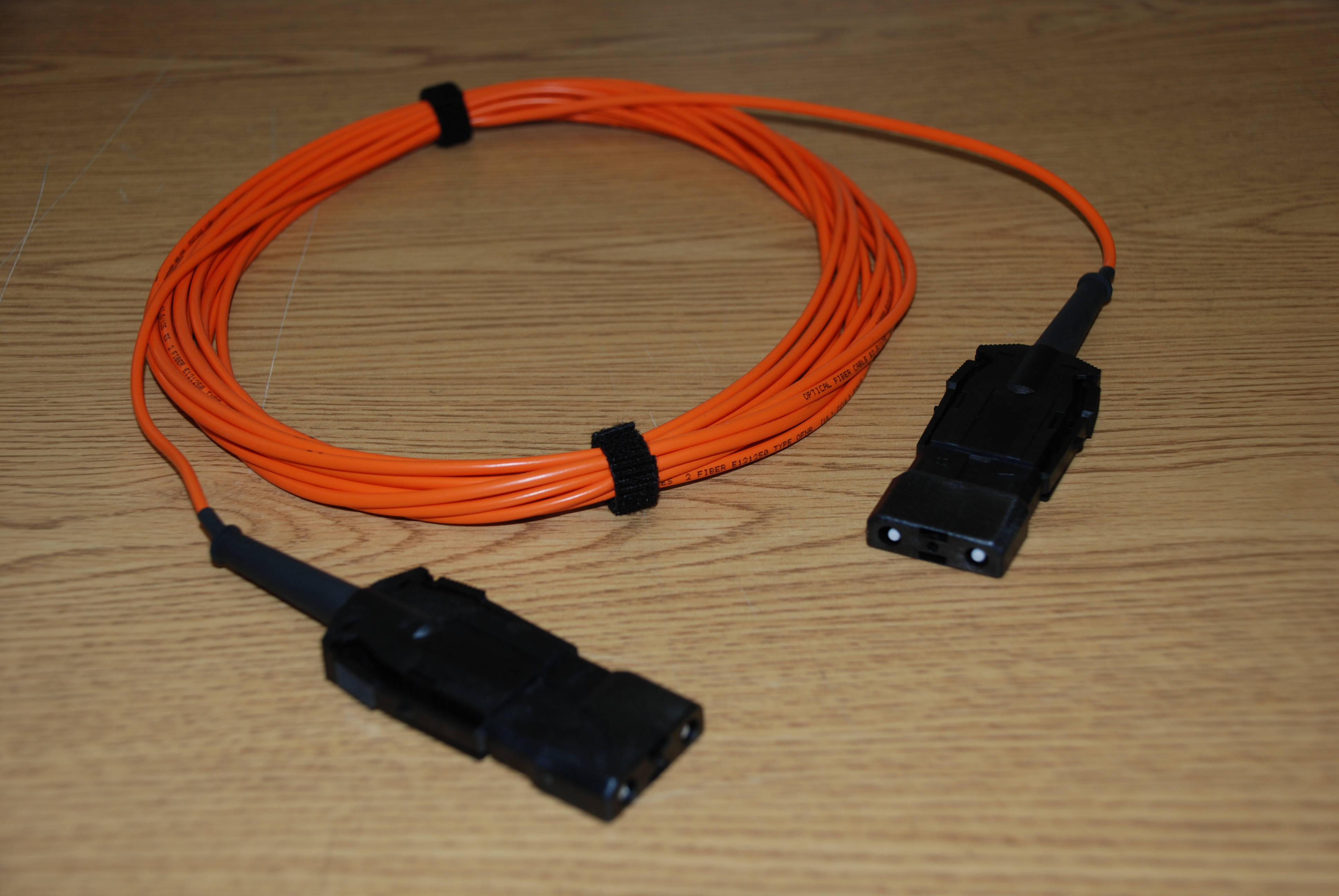
Cable de fibra óptica.

La fabricación de fibra óptica se realiza en tres pasos: creación de la preforma, o tubo cilíndrico de entre unos 60 a 120 cm de largo y un diámetro de entre 10 y 25 mm, después la creación de la fibra óptica propiamente dicha pasa mediante por un procedimiento de estirado con la posterior aplicación de un revestimiento primario y por último las pruebas y medidas.

## Fases

### Creación de la preforma
Para la generación de la preforma se utilizan distintos métodos que los podemos englobar en los grupos siguientes:
- Métodos en fase líquida: solo permiten la fabricación de fibras de salto de índice.
  - Método de la varilla en tubo (rod in tube).
  - Método de los cri.
- Técnicas de deposición de vapor: son los más empleados en la actualidad y los que permiten una mayor versatilidad de fabricación, ya que con ellos pueden obtenerse fibras de salto de índice y de índice gradual.
  - Deposición química modificada en fase de vapor (MCVD).
  - Deposición química en fase de vapor activada por plasma (PCVD).
  - Deposición externa en fase de vapor (OVCD).
  - Deposición axial en fase de vapor (VAD).

### Procedimiento de estirado
Una vez que se dispone de la preforma, entra a otra fase donde los materiales primos son fabricados por medio de cualquiera de los métodos reseñados anteriormente se puede proceder al segundo paso, que consiste en la obtención de la fibra óptica propiamente dicha mediante un procedimiento de estirado de la preforma y posterior aplicación de un revestimiento primario.

### Pruebas y mediciones
Después del estirado la fibra pasa a la etapa de prueba y medidas en la cual se verifican todos los parámetros ópticos y geométricos. Existen tres tipos de pruebas : mecánico, óptico, y geométrico.